# Pro-cathédrale de la Sainte-Trinité d'Ixelles
Pour les articles homonymes, voir Cathédrale de la Sainte-Trinité.
La pro-cathédrale de la Sainte-Trinité est un édifice religieux anglican sis à Ixelles (Région de Bruxelles-Capitale). Construite à la fin du XIXe siècle, elle relève du diocèse anglican de Gibraltar dont elle est une des deux pro-cathédrales (l'autre se trouvant à Malte).  

## Histoire
Une communauté chrétienne anglicane existe à Bruxelles depuis deux siècles. À l’origine ses fidèles se réunissaient pour le culte dans des résidences privées. Ce n’est qu’après la bataille de Waterloo (1815) que de premières congrégations paroissiales anglicanes furent formées. La Constitution de la Belgique nouvellement indépendante, garantit en 1831 une liberté complète de culte, et cela facilite leur développement.
L’une d’elles avait sa chapelle dans la rue Belliard, à Bruxelles. L’église actuelle, au N°29 de rue capitaine Crespel (Ixelles), fut construite de 1883 à 1885 par l’entrepreneur Jean François, d’après les plans de l’architecte anglais William Barber. En 1897 l’église est agrandie avec l’adjonction d’un chœur, conçu par les architectes A.Huvenne et Th.Jasinski.
Après la Première Guerre mondiale, un presbytère fut construit (1928) en front de rue. En 1958 deux congrégations anglicanes voisines, la ‘Christ Church’ de la rue Crespel et la ‘Resurrection Church de la rue de Stassart fusionnent pour former l’église de la Sainte-Trinité. En 2001, le complexe s’agrandit d’une salle de fêtes. La congrégation de la Sainte-Trinité est à l’origine des nouvelles congrégations de Waterloo (église de Tous-les-Saints) en 1981 et de Tervueren (église Saint-Paul) en 1988. 
En 1981, l'évêque anglican de Gibraltar, du fait qu'il réside habituellement à Bruxelles, fit de l’église de la Sainte-Trinité sa pro-cathédrale. La congrégation est soutenue par l'Intercontinental Church Society, une société missionnaire anglicane.

## Liens
- (en) Site officiel